# Augochloropsis cataractae
Augochloropsis cataractae är en biart som först beskrevs av Cockerell 1930.  Augochloropsis cataractae ingår i släktet Augochloropsis och familjen vägbin. Inga underarter finns listade.